# Хадим Синан паша
Хадим Синан паша (на турски: Hadım Sinan Paşa; 1459 – 1517 г.) е велик везир при султан Селим I.

## Живот
Според венециански документи Хадим Синан паша е от босненско потекло и произхожда от знатния род Боровинич. Роден е в село близо до Фоча. Неговият предшественик Тврътко Боровинич (ок. 1417 – 1446) е близък родственик на босненския войвода Радослав Павлович († 1441 г.), на когото служил.
От декември 1446 г. Хадим Синан паша е санджакбей на Босна. Между 1504 и 1506 г. е санджакбей на Херцеговина, а от 1506 до 1513 г. – на Смедерево.
През 1514 г. е бейлербей на Анадола и същата година в битката при Чалдиран командва десния фланг. Отличил се в това сражение, Хадим Синан паша получава по-престижния пост бейлербей на Румелия.
През 1516 г. е назначен за велик везир. Участва активно при завладяването на Египет и Сирия. На 22 януари 1517 г. той се сражава в битката при Райдание в Египет. Според османската традиция султанът винаги воюва в централната част на войската, но в тази битка по изключение Селим I решава лично да заобиколи с част от силите египетската армия и поставя на своето обичайно място в центъра Хадим Синан паша. Битката е успешна за османците и мамелюците са разбити, но в последния момент конницата им се хвърля срещу централните турски сили и убива Синан паша, мислейки го за султана.